# ポール・マザースキー
ポール・マザースキー（Paul Mazursky, 本名：Irwin Mazursky, 1930年4月25日 - 2014年6月30日）は、アメリカ合衆国ニューヨーク州ブルックリン区出身の映画監督、脚本家、俳優。

## 来歴・人物
祖父母はウクライナからの移民。母はダンス教室のピアノ奏者。
ニューヨーク市立大学ブルックリン校在学中より学生演劇にのめり込み、卒業後の1953年、スタンリー・キューブリック監督の『恐怖と欲望』に出演して映画デビュー。テレビ番組の構成作家としても活動し、『ダニー・ケイ・ショー』『ザ・モンキーズ』などを手掛ける。一時期はコメディアンとしても活動していた。
1968年にピーター・セラーズ主演『太ももに蝶』のシナリオを書いたことがきっかけで、1969年には『ボブ&キャロル&テッド&アリス』で監督デビューを果たす。1974年の監督作『ハリーとトント』で批評家から高い評価を受け、1978年の『結婚しない女』はアカデミー作品賞にもノミネートされた。
自らの監督作にしばしばカメオ出演することでも知られ、1988年の『パラドールにかかる月』では女装姿で老婦人役を演じている。1990年代後半以降は俳優業をメインに活動した。
2014年6月30日、心肺機能停止のため死去した。84歳没。

## 監督作品

### 映画
- ボブ&キャロル&テッド&アリス Bob & Carol & Ted & Alice (1969) - 監督・脚本・出演
- Alex in Wonderland (1970) - 監督・脚本・出演
- Blume in Love (1973) - 監督・脚本・製作・出演
- ハリーとトント Harry and Tonto (1974) - 監督・脚本・製作・出演
- グリニッチ・ビレッジの青春 Next Stop, Greenwich Village (1976) - 監督・脚本・製作・出演
- 結婚しない女 An Unmarried Woman (1978) - 監督・脚本・製作・出演
- ウィリーとフィル 危険な関係 Willie & Phil (1980) - 監督・脚本・製作・出演
- テンペスト Tempest (1982) - 監督・脚本・製作・出演
- ハドソン河のモスコー Moscow on the Hudson (1984) - 監督・脚本・製作・出演
- ビバリーヒルズ・バム Down and Out in Beverly Hills (1986) - 監督・脚本・製作・出演
- パラドールにかかる月 Moon Over Parador (1988) - 監督・脚本・製作・出演
- 敵、ある愛の物語 Enemies, A Love Story (1989) - 監督・脚本・製作・出演
- 結婚記念日 Scenes From A Mall (1991) - 監督・脚本・製作・出演
- フライング・ピクルス The Pickle (1993) - 監督・脚本・製作・出演
- フェイスフル Faithful (1996) - 監督・出演

### テレビ映画
- ザ・ジャーナリスト Winchell (1998) - 監督・出演
- Coast to Coast (2003) - 監督・出演

### ドキュメンタリー映画
- Yippee: A Journey to Jewish Joy (2006) - 監督・製作・出演

## 主な出演作品

### 映画
- 恐怖と欲望 Fear and Desire (1953)
- 暴力教室 Blackboard Jungle (1955)
- スター誕生 A Star Is Born (1976)
- メル・ブルックス/珍説世界史PARTI History of the World, Part I (1981)
- 眠れぬ夜のために Into The Night (1985)
- パンチライン Punchline (1988)
- お気にめすまま Man Trouble (1992)
- マイアミ・ラプソディー Miami Rhapsody (1995)
- 2 days トゥー・デイズ 2 Days in the Valley (1996)
- ザ・ネットワーク Weapons Of Mass Distraction (1997)
- ホワイ・ドゥ・フールズ・フォール・イン・ラブ Why Do Fools Fall in Love (1998)
- クレイジー・イン・アラバマ Crazy in Alabama (1999)
- マジェスティック The Majestic (2001)
- ハッピー・フューネラル Big Shot's Funeral (2001)
- 風の向こうへ The Other Side of the Wind (2018)

### アニメ映画
- アンツ Antz (1998) - 声の出演
- カンフー・パンダ2 Kung Fu Panda 2 (2011) - 声の出演

### テレビ映画
- Touch タッチ Touch (1997)
- テリーの災難 A Slight Case of Murder (1999)

### ドキュメンタリー映画
- アメリカン・ニューシネマ 反逆と再生のハリウッド史 A Decade Under The Influence (2003)

### テレビドラマ
- ザ・ソプラノズ 哀愁のマフィア The Sopranos (2000-2001) - ゲスト出演
- ラリーのミッドライフ★クライシス Curb Your Enthusiasm (2004-2009） - ゲスト出演